# Count the Hours
Count the Hours is een Amerikaanse misdaadfilm uit 1953 onder regie van Don Siegel.

## Verhaal
Een boerenknecht en zijn zwangere vrouw worden valselijk beschuldigd van de moord op hun werkgevers. De man neemt de schuld op zich om zijn echtgenote in bescherming te nemen. Zijn advocaat gelooft aanvankelijk niet in zijn onschuld.

## Rolverdeling
| Acteur          | Personage       |
| --------------- | --------------- |
| Teresa Wright   | Ellen Braden    |
| Macdonald Carey | Doug Madison    |
| Dolores Moran   | Paula Mitchener |
| Adele Mara      | Gracie Sager    |
| Edgar Barrier   | Jim Gillespie   |
| John Craven     | George Braden   |
| Jack Elam       | Max Verne       |
| Ralph Sanford   | Alvin Taylor    |